# 夷川発電所
夷川発電所（えびすがわはつでんしょ）は、京都府京都市左京区にある水力発電所である。

## 概要
1912年の第二琵琶湖疏水完成に伴い、1914年4月に運転を開始した。
2017年現在は関西電力の発電所となっている。
1992年から1993年にかけて、水車および発電機を交換する設備更新工事が行われた。
2001年に「琵琶湖疏水の発電施設群」として、蹴上発電所、墨染発電所とともに土木学会選奨土木遺産に認定されている。
森見登美彦の小説「有頂天家族」や「四畳半神話大系」では、本発電所も舞台の一部として登場する。

## 設備
発電設備は水路式（流込み式）で、国産のS形チューブラ水車と同期発電機を備える。認可最大出力300kW、常時出力280kW、最大使用水量は13.91立方メートル毎秒、常時使用水量は9.41立方メートル毎秒で、有効落差は3.42mである。
運開時は、ボビング社製4連フランシス水車およびウェスティングハウス社製三相同期発電機を使用していた。

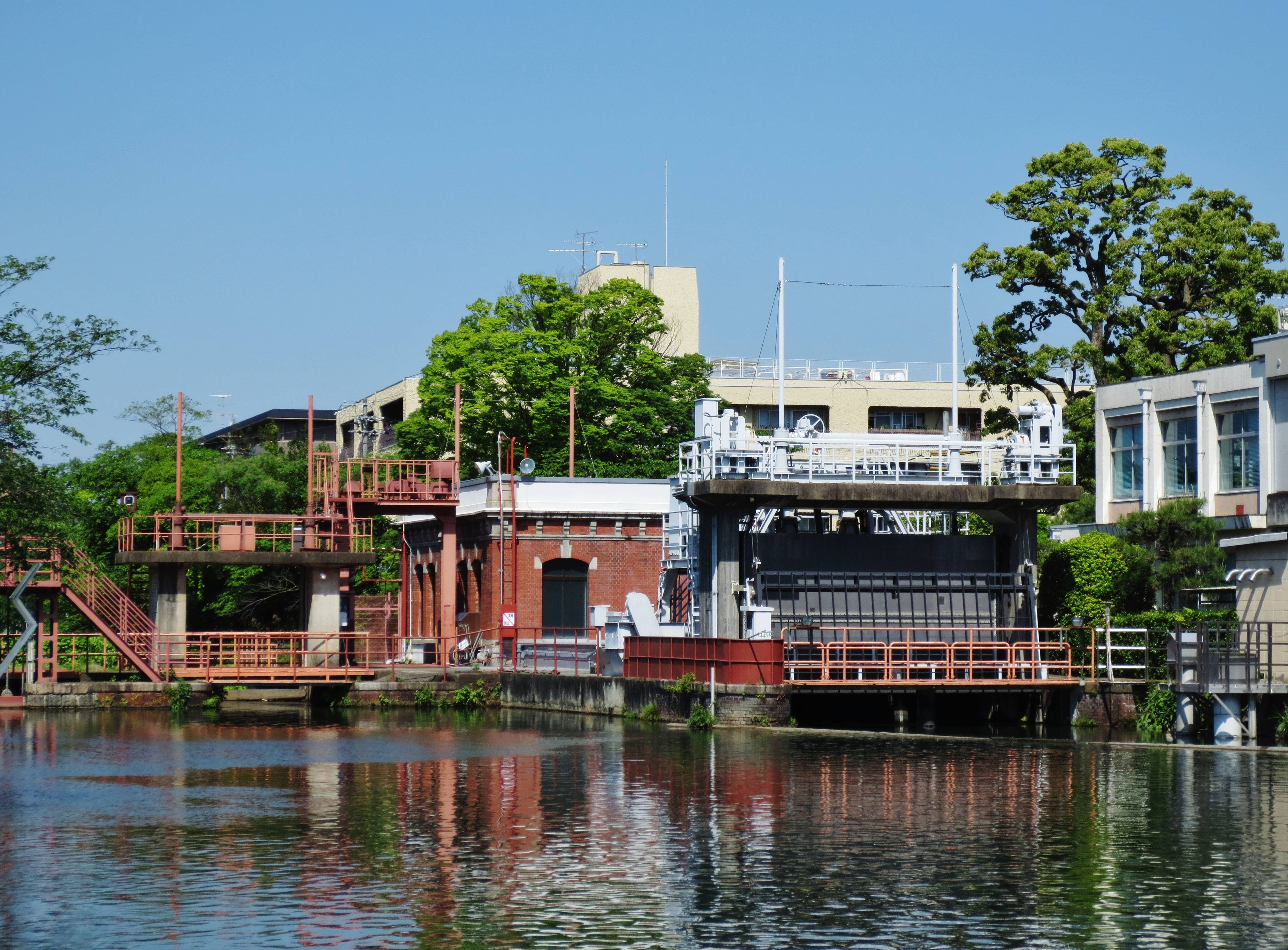
取水口
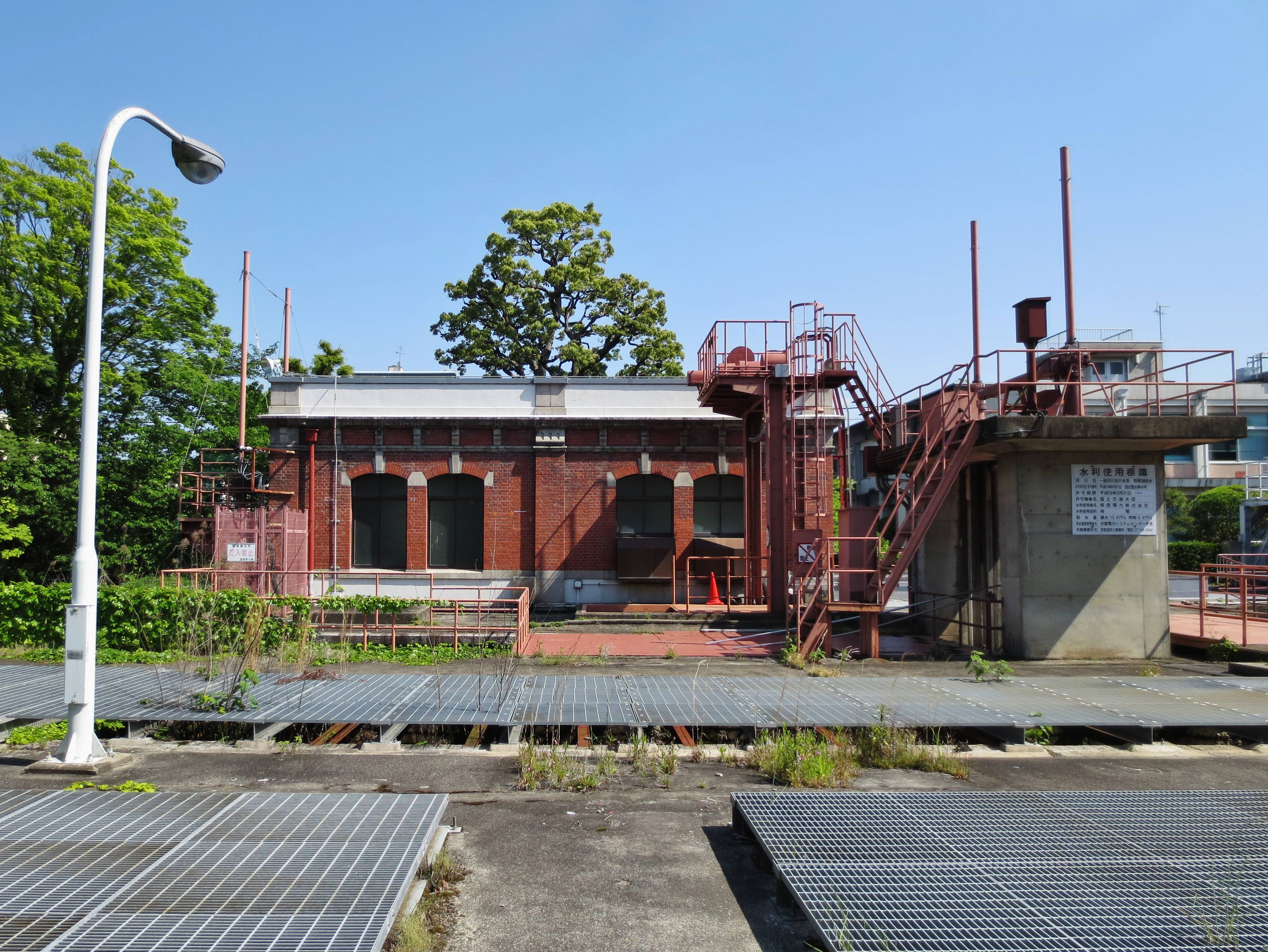
発電所建屋